# Big (film)
Big is een Amerikaanse komische film uit 1988, geregisseerd door Penny Marshall. Zowel het scenario van Gary Ross en Anne Spielberg als hoofdrolspeler Tom Hanks werden hiervoor genomineerd voor een Academy Award. De productie won acht filmprijzen daadwerkelijk, waaronder een Golden Globe en een American Comedy Award voor Hanks en Saturn Awards voor zowel het scenario, Hanks als bijrolspeler Robert Loggia.

## Verhaal
Tiener Josh Baskin doet bij een wensmachine op een kermis de wens een volwassene te zijn. De volgende morgen wordt hij wakker in het volgroeide lichaam van een dertigjarige. Zijn wens is uitgekomen. Baskin is van binnen niettemin nog steeds een dertienjarige jongen met een dito belevingswereld. De kermis is alleen weg, dus zal hij moeten leven als een volwassen man totdat hij de machine heeft gevonden om de wens terug te draaien. Dit gaat gepaard met volwassen verantwoordelijkheden, zoals een baan en romantische verwikkelingen met het andere geslacht.

## Rolverdeling
| Acteur            | Personage      |
| ----------------- | -------------- |
| Tom Hanks         | Josh Baskin    |
| Elizabeth Perkins | Susan Lawrence |
| Robert Loggia     | MacMillan      |
| John Heard        | Paul           |
| Jon Lovitz        | Scotty Brennen |
| Jared Rushton     | Billy          |
| David Moscow      | jonge Josh     |
| Mercedes Ruehl    | Mrs. Baskin    |
| James Eckhouse    | Supervisor     |
| Debra Jo Rupp     | Miss Patterson |

## Concept
Het idee van een volwassene die ineens weer in een jeugdig lichaam zit en daarin met volwassen hersens een deel van zijn jeugd overdoet, was niet nieuw. Voor Big vormde dit concept ook de rode draad in Like Father, Like Son (1987) en in hetzelfde jaar als Big in zowel Vice Versa en 18 Again!. In 13 Going on 30 (2004) werd dat principe omgekeerd en wordt een dertienjarig meisje ineens wakker in het lichaam van een dertigjarige vrouw. In Freaky Friday uit 1976 (plus de nieuwe versie uit 2003) komen een volwassene en een kind dan weer in elkaars lichaam terecht.